# Iver Fossum
Iver Fossum (Drammen, 15 juli 1996) is een Noors voetballer die doorgaans als offensieve middenvelder speelt. Hij verruilde Hannover 96 in augustus 2019 voor Aalborg BK. Fossum debuteerde in 2016 in het Noors voetbalelftal.

## Clubcarrière
Fossum is afkomstig uit de jeugd van Strømsgodset IF. Op 28 april 2013 maakte hij op zestienjarige leeftijd zijn opwachting in de Tippeligaen tegen Molde FK. Zijn eerste competitietreffer volgde op 4 mei 2014 tegen FK Bodø/Glimt. De aanvallend ingestelde middenvelder maakte elf doelpunten in het voetbalseizoen 2015. Die prestaties leverden hem een transfer op naar Hannover 96, dat twee miljoen euro veil had voor zijn handtekening. Fossum verbond zich tot 2020 aan Die Roten.

## Interlandcarrière
Fossum maakte deel uit van Noorwegen –15, –16, –17, –18, –19 en –21. Hij debuteerde op 29 mei 2016 in het Noors voetbalelftal, in een met 3–0 verloren oefeninterland in en tegen Portugal. Zijn eerste interlanddoelpunt volgde op 15 november 2019. Hij maakte toen de 2–0 in een met 4–0 gewonnen kwalificatiewedstrijd voor het EK 2020 tegen Faeröer.

## Clubstatistieken
| Seizoen | Club            | Land                | Competitie      | Competitie | Competitie | Beker | Beker | Supercup | Supercup | Europees | Europees | Totaal | Totaal |
| Seizoen | Club            | Land                | Competitie      | Wed.       | Dlp.       | Wed.  | Dlp.  | Wed.     | Dlp.     | Wed.     | Dlp.     | Wed.   | Dlp.   |
| ------- | --------------- | ------------------- | --------------- | ---------- | ---------- | ----- | ----- | -------- | -------- | -------- | -------- | ------ | ------ |
| 2013    | Strømsgodset IF | Vlag van Noorwegen  | Eliteserien     | 4          | 0          | 1     | 1     | —        | —        | 0        | 0        | 5      | 1      |
| 2014    | Strømsgodset IF | Vlag van Noorwegen  | Eliteserien     | 26         | 3          | 2     | 0     | —        | —        | 2        | 0        | 30     | 3      |
| 2015    | Strømsgodset IF | Vlag van Noorwegen  | Eliteserien     | 30         | 11         | 2     | 1     | —        | —        | 6        | 0        | 38     | 12     |
| 2015/16 | Hannover 96     | Vlag van Duitsland  | Bundesliga      | 9          | 0          | 0     | 0     | —        | —        | —        | —        | 9      | 0      |
| 2016/17 | Hannover 96     | Vlag van Duitsland  | 2. Bundesliga   | 25         | 1          | 2     | 0     | —        | —        | —        | —        | 27     | 1      |
| 2017/18 | Hannover 96     | Vlag van Duitsland  | Bundesliga      | 19         | 1          | 0     | 0     | —        | —        | —        | —        | 19     | 1      |
| 2018/19 | Hannover 96     | Vlag van Duitsland  | Bundesliga      | 9          | 0          | 2     | 0     | —        | —        | —        | —        | 11     | 0      |
| 2019/20 | Aalborg BK      | Vlag van Denemarken | Superligaen     | 29         | 2          | 5     | 6     | —        | —        | —        | —        | 34     | 8      |
| 2020/21 | Aalborg BK      | Vlag van Denemarken | Superligaen     | 32         | 9          | 1     | 0     | —        | —        | —        | —        | 33     | 9      |
| 2021/22 | Aalborg BK      | Vlag van Denemarken | Superligaen     | 30         | 8          | 3     | 3     | —        | —        | —        | —        | 33     | 11     |
| 2022/23 | Aalborg BK      | Vlag van Denemarken | Superligaen     | 30         | 3          | 7     | 0     | —        | —        | —        | —        | 37     | 3      |
| 2023/24 | FC Midtjylland  | Vlag van Denemarken | Superligaen     | 4          | 0          | 2     | 1     | —        | —        | 4        | 0        | 10     | 1      |
| 2023/24 | KV Kortrijk     | Vlag van België     | Eerste klasse A | 8          | 0          | 0     | 0     | —        | —        | —        | —        | 8      | 0      |
| 2024/25 | KV Kortrijk     | Vlag van België     | Eerste klasse A | 2          | 0          | 0     | 0     | —        | —        | —        | —        | 2      | 0      |
| Totaal  | Totaal          | Totaal              | Totaal          | 257        | 38         | 27    | 12    | 0        | 0        | 12       | 0        | 296    | 50     |